# Wonorejo (Tugu Mulyo)
Wonorejo is een bestuurslaag in het regentschap Musi Rawas van de provincie Zuid-Sumatra, Indonesië. Wonorejo telt 1280 inwoners (volkstelling 2010).